# 크리스티 루 스타우트
크리스티 루 스타우트(영어: Kristie Lu Stout , 1974년 12월 7일 ~ )는 미국의 언론인이자 CNN 인터네셔널의 앵커이다.

## 생애
미국 캘리포니아 산 호세에 있는 린 부룩 고등학교를 졸업하고, 스탠퍼드 대학교에서 매체 연구로 학사 및 석사학위를 취득하였으며, 칭화 대학교에서 고급 만다린 중국어를 공부하였다.
CNN의 기술 프로그램인 스파크(Spark)와 월간 프로그램인 글로벌 오피스(Global Office)를 진행하였고, 사우스 차이나 모닝 포스트지(South China Morning Post)에서 베이징 바이트(Beijing Byte)라는 칼럼을 연재하기도 하였다.
2009년 기준으로, 2006년도에 아시아 텔레비전 시상식(Asian Television Award)에서 최고 뉴스 진행자 상을 받게 한, CNN 투데이를 진행하였고 2011년도에 뉴스 스트림을 홍콩에서 생방송을 하고 현재까지도 그곳에 진행하고 있다.

## 사진

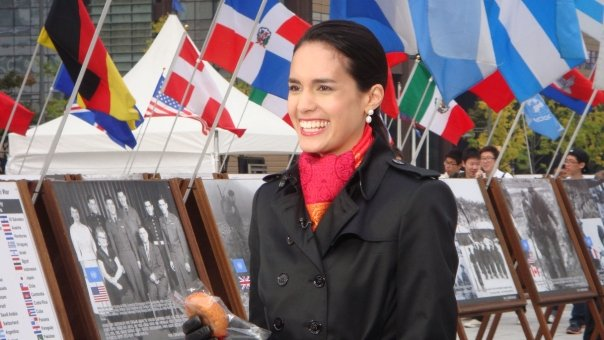
서울을 방문한 크리스티 루 스타우트